# Tipula ornithogona
Tipula ornithogona är en tvåvingeart som beskrevs av Günther Theischinger 1982. Tipula ornithogona ingår i släktet Tipula och familjen storharkrankar. Inga underarter finns listade i Catalogue of Life.